# Hijo nativo
Hijo nativo (título original en inglés, Native Son) es una novela del estadounidense Richard Wright, publicada en 1940. La novela narra la historia del veinteañero Bigger Thomas, un joven negro estadounidense que vivía en una profunda pobreza. Bigger vivía en una zona pobre en el South Side de Chicago en los años 1930. El tratamiento que la novela hace de Bigger y sus motivaciones se muestra conforme a las convenciones del naturalismo.
Aunque no disculpa los crímenes de Bigger, Wright se muestra simpático con la inevitabilidad sistémica detrás de ellas. Como señala el abogado de Bigger, no hay forma de que su cliente escape de su destino, ni ningún otro negro estadounidense, puesto que son un producto necesario de la sociedad que los formó y les dijo desde el nacimiento quién se supone que son exactamente. "No existe ningún negro estadounidense," escribió una vez James Baldwin, "que no tenga su propio Bigger Thomas viviendo dentro de su cráneo."  Frantz Fanon trata de este sentimiento en su artículo de 1952 L'Experience Vecue du Noir, o "The Fact of Blackness". "Al final," escribe Fanon, "Bigger Thomas actúa. Para poner fin a toda su tensión, actúa, responde a la anticipación del mundo."

## Resumen de la trama

### Libro I: Temor
Bigger Thomas se despierta en una habitación pequeña y oscura, al sonar el despertador. Vive en una habitación con su hermano Buddy, su hermana Vera, y su madre. De repente aparece una rata, la persigue y mata y aterroriza a Vera con el cuerpo. Vera se desmaya y la señora Thomas riñe a Bigger, que odia a su familia porque sufren y no puede hacer nada por evitarlo.
Esa tarde, Bigger tiene que ver al señor Dalton por un nuevo trabajo. Bigger le dice a un amigo que cada vez que piensa en los blancos, siente que le va a pasar algo terrible. Se reúnen con otros amigos y planean un robo de los ricos blancos. Todos tienen miedo, pero no quieren admitirlo. Antes del robo, Bigger y Jack se van al cine. Después regresan a los billares, Bigger y Gus se enfrentan violentamente, y con esa lucha caba toda posibilidad de cometer el robo; Bigger de alguna manera es consciente de que lo ha hecho conscientemente.
Cuando al final consigue el trabajo, Bigger no sabe cómo comportarse en la grande y lujosa casa. El señor Dalton y su esposa ciega usan palabras extrañas. Intentan ser amables con Bigger, pero hacen que se sienta muy incómodo; Bigger no sabe lo que esperan de él. La hija del matrimonio, Mary, entra en la habitación, le pregunta a Bigger por qué no pertenece a un sindicato, y llama a su padre "capitalista". Peggy, una cocinera irlandesa, lleva a Bigger a su habitación y le dice que los Dalton son una buena familia, pero que intente evitar a los amigos comunistas de Mary. 
Aquella noche, Bigger lleva en coche a Mary y conoce al amigo comunista de ella, Jan. A lo largo de la tarde, Jan y Mary hablan con Bigger, lo obligan a llevarlos a la cafetería donde están sus amigos, lo invitan a sentarse a su mesa y le dicen que los llame por sus nombres. Bigger no sabe cómo responder a sus peticiones y queda muy frustrado, pues simplemente es su chófer durante esa noche. En la cafetería comprar una botella de ron. Bigger atraviesa el parque, y Jan y Mary beben el ron y tienen relaciones sexuales en el asiento de atrás. Jan y Mary se separan, pero Mary está tan bebida que Bigger tiene que llevarla a su habitación cuando llegan a casa. Está aterrorizado por si alguien lo ve con ella en brazos; sin embargo, no puede resistir la tentación de lo prohibido, y él la besa.
Entonces se abre la puerta de la habitación y entra la señora Dalton. Bigger sabe que es ciega, pero teme que ella note que esté allí. Acalla a Mary presionando una almohada sobre su cara. La señora Dalton se acerca a la cama, huele whisky en el aire, riñe a su hija, y se marcha. Mary le clava las uñas en las manos de Bigger mientras la señora Dalton está en la habitación, intentando advertir a Bigger que no puede respirar. Cuando Bigger le quita la almohada de encima, se da cuenta de que ella se ha asfixiado. Bigger empieza a pensar frenéticamente, y decide que dirá a todo el mundo que Jan, su amigo comunista, llevó a Mary a la casa esa noche. Pensando que sería mejor si Mary desapareciera y todo el mundo creyera que ella había abandonado Chicago, decide desesperado quemar su cuerpo en el horno de la casa. Su cuerpo no entraría inicialmente por la puerta del horno, pero después de decapitarla con una hachuela, Bigger finalmente consigue poner el cadáver dentro. Añade más carbón dentro, deja que el cadáver arda y se marcha a casa.

### Libro 2: Fuerza.
La actual novia de Bigger, Bessie, sospecha que él ha hecho algo a Mary. Bigger vuelve al trabajo. El señor Dalton ha llamado a un detective privado, el señor Britten. Britten interroga a Bigger acusadoramente, pero el señor Dalton pone la mano en el fuego por Bigger. Bigger relata los acontecimientos de la tarde anterior de forma calculada para arrojar sospechas sobre Jan, sabiendo que al señor Dalton no le gusta Jan debido a que es comunista. Cuando Britten encuentra a Jan, pone al muchacho y a Bigger en la misma habitación y los enfrenta con sus historias contradictorias. Jan se ve sorprendido por la historia de Bigger pero le ofrece su ayuda.
Bigger sale de la casa de los Dalton. Decide escribir la falsa nota de secuestro cuando descubre que el propietario del piso infestado de ratas que su familia tiene alquilado es el señor Dalton. Bigger pasa la nota por debajo de la puerta de entrada de los Dalton y vuelve a su habitación. Cuando los Dalton reciben la nota, contactan con la policía, que se ha hecho cargo de la investigación, y llegan periodistas a la casa. Bigger tiene miedo, pero no quiere abandonar. Por la tarde, se le ordena sacar las cenizas del horno y hacer un nuevo fuego. Está aterrorizado y empieza a empujar las cenizas con la pala hasta que toda la habitación se llena de humo. Furioso, uno de los periodistas coge la pala y aparta a Bigger a un lado. Inmediatamente encuentra los restos de huesos de Mary y un pendiente en el horno, y Bigger huye.
Bigger va directamente a Bessie y le cuenta toda la historia. Bessie se da cuenta de que los blancos creerán que ha violado a la chica antes de matarla. Se van juntos, pero Bigger tiene que arrastrar a Bessie porque ella está paralizada por el temor. Por la mañana, decide que tiene que matarla mientras duerme. Golpea la cabeza de Bessie con un ladrillo varias veces antes de arrojarla por una ventana a un patio de luces. Rápidamente se da cuenta de que solo tiene el dinero de ella, y un poco de moneda suelta.
Bigger corre por la ciudad. Ve los titulares sobre el crimen y oye diversas conversaciones al respecto. Los blancos lo odian y los negros también, por haber llevado la vergüenza a la raza negra. Tras una caza salvaje por los tejados de la ciudad, la policía lo captura.

### Libro 3: Destino
Durante sus primeros días en prisión, Bigger no come, bebe ni habla con nadie. Después Jan va a visitarlo. Le dice a Bigger que le ha enseñado mucho sobre las relaciones entre blancos y negros y le ofrece la ayuda de un abogado comunista llamado Max. En las largas horas que Max y Bigger pasan juntos, comienza a entender sus relaciones con su familia y con el mundo. Reconoce su furia, su necesidad de un futuro, y el deseo de que su vida tenga sentido. Reconsidera sus actitudes sobre los blancos, sean ellos como Britten, o acogedores como Jan. A Bigger lo declaran culpable y lo sentencian a muerte por su asesinato y falso testimonio.

## Verdadera influencia del crimen
Wright basó aspectos de la novela en el arresto y enjuiciamiento en 1938 del asesino en serie Robert Nixon, ejecutado en 1939 tras una serie de "asesinatos del trozo de ladrillo" en Los Ángeles y Chicago.

## Título
Hijo nativo era el título original de la primera novela del escritor de Chicago Nelson Algren, Somebody in Boots, basada en unos versos de ciego sobre el primer texano. Algren y Wright se conocieron en el John Reed Club de Chicago alrededor de 1933 y más tarde trabajaron juntos en el Federal Writers' Project en Chicago. Según la biografía de Bettina Drew de 1989 Nelson Algren:
A Life on the Wild Side, legó el título "Hijo nativo" a Wright.

## Significado literario y crítica
La novela de protesta de Wright fue un superventas inmediato, vendiendo 250.000 copias en tapa dura en las tres semanas siguientes a su publicación por el Book-of-the-Month Club el 1 de marzo de 1940. Fue uno de los primeros intentos exitosos de explicar la división racial en Estados Unidos en términos de las condiciones sociales que la sociedad blanca dominante imponía a los negros. También hizo de Wright el escritor negro más rico de su época y lo estableció como un portavoz de los temas afroamericanos, y el "padre de la literatura afroamericana". Como dijo Irving Howe en su trabajo de 1963 "Black Boys and Native Sons," "El día en que apareció Hijo nativo, la cultura estadounidense cambió para siempre. No importa cuántas calificaciones necesitara el libro después, hizo imposible la repetición de las viejas mentiras... [y] sacó a la luz, como nunca antes, el odio, el miedo, y la violencia que habían dañado y podía ún destruir nuestra cultura".
Sin embargo, el libro fue criticado por algunos colegas escritores afroamericanos de Wright. El artículo de James Baldwin de 1948 Everybody's Protest Novel rechazó Hijo nativo como ficción de protesta, y por lo tanto limitado en su comprensión del carácter humano y su valor artístico. El artículo fue recogido con otros nueve en Notes of a Native Son de Baldwin (1955).
En 1991, la editorial Library of America publicó la novela íntegramente por vez primera junto con una introducción, una cronología y notas de Arnold Rampersad, un bien considerado estudioso de las obras literarias afroamericanas. Esta edición también incluye el artículo de Richard Wright de 1940 titulado How 'Bigger' Was Born ("Cómo nació 'Bigger'").
Hijo nativo por Richard Wright ha supuesto una serie de desafíos en los institutos públicos y bibliotecas de todo Estados Unidos. Muchos de estos problemas se centran en que es "sexualmente gráfica"," "innecesariamente violento," y "soez.” Algunos de sus opositores incluso llegan a afirmar que el libro "glorifica la ac tividad criminal". A pesar de quejas por parte de los padres, muchas escuelas han luchado con éxito por mantener la obra de Wright en la clase. Algunos profesores creen que los temas en Hijo nativo y otros libros discutidos "alimentan el diálogo y la discusión en la clase" y "guía a los estudiantes a la realidada del complejo mundo adulto y social". Hijo nativo es el número 27 de Radcliffe’s Rival 100 Best Novels List ("Lista de las 100 mejores novelas rivales de Radcliffe").
El libro está clasificado con el n.º 71 en la lista de la American Library Association de los 100 livbros "Most Frequently Challenged de 1990-2000".  La Modern Library la colocó n.º 20 en su lista de las 100 mejores novelas del siglo XX. Time Magazine también incluyó la novela en sus 100 mejores novelas en inglés de 1923 a 2005.

### Hijo nativoy la Biblia
La presencia de la Biblia es evidente en Hijo nativo. A lo largo de la novela aparecen con frecuencia referencias bíblicas, pero no sirven como un componente edificante en la vida de Bigger Thomas. En lugar de ello, Richard Wright parece aludir a la Biblia con ironía. Bigger se ve expuesto al Cristianismo a través de su religiosa madre, el reverendo Hammond, un sacerdote católico, y su encuentro con la iglesia. Sin embargo, el constante rechazo que Bigger hace del cristianismo y la iglesia revela el tono negativo de Wright hacia la religión. Ve el cristianismo como el opio de las masas negras. Bigger tiene varios encuentros negativos con la religión. En un determinado momento, Bigger ve a su madre cantando un himno cuando él se cuela en su piso para coger su pistola y así preparar el atraco en la tienda de Blum. Su madre está cantando: "Señor, quiero ser cristiana, /En mi corazón, en mi corazón." Sus himnos y oraciones son totalmente ineficaces y no hacen nada para impedir su violencia. Incluso hacia el final de la novela, enfrentándose a una posible sentencia de muerte, la madre de Bigger pide a su hijo que rece a Dios por arrepentimiento. El reverendo Hammond también sermonea a Bigger, y aun así no entiende las palabras del reverendo Hammond y no reza por arrepentimiento. En lugar de ello, Bigger hace justo lo contrario y rechaza el cristianismo. Cuando más tarde ve la cruz ardiente que muestra el Ku Klux Klan, se arranca del cuello la cruz que el reverendo Hammond le ha dado y la arroja al suelo. En otro momento, Bigger oye al coro de la iglesia cantando y se pregunta si debería convertirse en cristiano. Sin embargo, al darse cuenta de que tenía que cambiar su corazón por uno humilde, hace que rechace la idea porque eso significaría que "perdiera la esperanza de vivir en el mundo. Y él nunca haría eso".
Wright alude directamente a la Biblia en el epígrafe de Hijo nativo. El epígrafe afirma: "Todavía mi queja es una rebelión; su mano pesa sobre mi gemido". (Job 23:2). Esta cita es del libro de Job. Según la Biblia, Job fue un hombre fiel a Dios. Sin embargo, Job sufrió inmensamente en su vida, perdiendo a sus hijos y su gran fortuna. Lo golpeó la pobreza. En estas aflicciones, Dios quedó callado, dejando a Job en un estado de profunda angustia espiritual. Este tono de angustia y desesperación se establece en el epígrafe en el principio de Hijo nativo, y enfatiza el sufrimiento de Bigger.
Job y Bigger son personajes paralelos en su trato con el sufrimiento. Esto sugiere lo apropiado del epígrafe de Wright. Job sufrió ataques de una fuerza externa que él no podía controlar. De manera similar a Job, Bigger luchó con una fuerza externa de las normas raciales de la sociedaqd. El paralelismo se ve fortalecido por la libertad que ambos personajes muestran en su desafío. Savory ha mencionado dos citas en el libro de Job e Hijo nativo que sugieren las historias paralelas de Bigger y Job. Según el libro de Job, él se alza orgulloso a través de su sufrimiento. "Si los cargos que mis oponentes traen contra mi estuvieran escritos de manera que pudiera tenerlos, los vestiría orgullosamente en torno a mi cuello, y los tendría bien altos para que todos pudieran verlos. Le diría a Dios todo lo que he hecho, y mantendría en alto mi cabeza en su presencia". En este punto del pasaje, Job aún tiene que confesar sus pecados a Dios. Convencido de su inocencia, Job afirma que se mantendrá orgulloso y alto en presencia de Dios. Bigger tiene también una experiencia similar. Bigger reflexiona, "Él ha hecho esto. Ha traído todo esto. En toda su vida estos dos asesinatos fueron las cosas más significativas que le habían ocurrido. Vivía, verdadera y profundamente, sin importar lo que otros pensaran, mirándolo con ojos ciegos. Nunca había tenido la oportunidad de vivir las consecuencias de sus acciones: nunca había sido tan libre la voluntad como en esta noche y día de miedo y asesinato y huida". Esta es la primera vez en la novela en que Bigger no le echa la culpa a otros sino que en lugar de ello afirma que él era responsable de sus acciones. A través de esto, él finalmente experimenta el libre albedrío y encuentra la libertad.

### Influencia en Wright deLa cabaña del tío Tomde Stowe
Hijo natuvo contiene varias alusiones a otras obras que eran significativas en época de Wright. Una de las principales obras que influyeron en Hijo nativo fue La cabaña del Tío Tom de Harriet Beecher Stowe. Esta novela se publicó en 1852 y no solo fue la únic novela superventas del siglo sino que también tuvo un gran papel en el movimiento abolicionista.
Hijo nativo de Wright fue publicada en 1940 y contiene similitudes a La cabaña del tío Tom. Como en La cabaña del tío Tom, Hijo nativo puede interpretarse como una ilustración de la dura realidad de la injusticia racial en los Estados Unidos. James Baldwin, escribiendo en la Partisan Review, une francamente las dos novelas. En La cabaña del tío Tom así como en Hijo nativo, la injusticia racial es una "pauta preordenada impuesta sobre la realidad vivida". Hay poco que los personajes puedan hacer para escapar de la discriminación racial. Las dos novelas son una forma de protesta social y buscan rechazar la idea de que la sociedad nítidamente analiza y trata la raza. En las dos, los afroamericanos surgen confusos, nada honrados y aterrados pues están atrapados e inmovilizados como prisioneros dentro del sueño americano.
Otra novela que Wright publicó, Los hijos de tío Tom, fue una colección de cuentos. El título de la novela y su contenido sugieren que la inspiración para la obra de Stowe proporcionó a Wright en sus propios libros. Tanto La cabaña del tío Tom como Los hijos de tío Tom explotan el término "Tío Tom", atacando al afroamericano que parece actuar de manera servil con los blancos. Sin embargo, mientras estos dos títulos son muy parecidos y contienen temas parecidos, Hijo nativo de Wright puede también considerarse reaccionario contra La cabaña del tío Tom. Bigger Thomas es la antítesis de Tío Tom. Bigger está lleno de temor y está enfadado con la sociedad blanca. También carece del fondo religioso y fe cristiana de Tío Tom. Este contraste entre los personajes de Bigger Thomas y Tío Tom puede ser un intento de Wright de mostrar los conflictos raciales contemporáneos que persistieronb mucho tiempo después de la publicasción de la novela de Stowe en 1852.

### Influencia del comunismo enHijo nativo
Wright estuvo afiliado al Partido Comunista de los EE. UU. tanto antes como después de publicar Hijo nativo. La presencia de ideas comunistas en Hijo nativo es evidente cuando Wright traza un paralelo entre el caso de los chicos de Scottsboro y el de Bigger Thomas. Hay un paralelo entre la escena ante el tribunal en Hijo nativo en la que Max habla del "odio e impaciencia" de la "masa congregada en las calles más allá de la ventana" (Wright 386) y la "masa que rodeó la prisión de Scottsboro con cuerda y queroseno" después de la condena inicial de los chicos de Scottsboro. (Maxwell 132) Los críticos atacaron el discurso final de Max en el tribunal, pretendiendo que era una irrelevante elaboración de las propias creencias comunistas de Wright y sin relación con el caso de Bigger. Hay muchas interpretaciones diferentes en relación con el grupo que pretendía ser el objetivo del discurso de Max. James Baldwin presentó su propia interpretación del discurso final de Max en sus "Notes by a Native Son". Sostiene que se "dirige a aquellos entre nosotros que tienen buena voluntad y parece decir que, aunque hay bloancos y negros entre nosotros que se odian entre sí, nosotros no lo haremos; hay otros que son traicionados por la avaricia, la culpa, la sangres, el ansia de sangre, pero no nosotros; alzaremos el rostro contra ellos y uniremos las manos y caminaremos juntos hacia ese futuro deslumbrante cuando no habrá blancos y negros" (Baldwin 47). Sin embargo, otros críticos como Siegel han argumentado que el texto original de Hijo nativo no implica "el deslumbrante futuro cuando no habrá blancos y negros". Así, el argumento de que el discurso final de Max es propaganda comunista no se apoya en los textos de la novela. (Kinnamon, p96) Max se refiere a Bigger como parte de la clase trabajadora en su discurso final. Más aún, en 1938, Wright también defiende la imagen de los afroamericanos como miembros de la clase trabajadora en su artículo en el "New York Amsterdam News". Wright afirmó "he encontrado en el trabajador negro el símbolo de la clase trabajadora en Estados Unidos.” (Foley 190) Así, la representación que Wright hace y la creencia en la figura de los trabajadores afroamericanos y su descripción de Bigger Thomas como un trabajador muestran evidencia de influencia comunista en Hijo nativo.